# Pruisische Centrumpartij
Pruisische Centrumpartij (Duits: Preußische Zentrumspartei), was de benaming van de Pruisische afdeling van de rooms-katholieke Duitse Centrumpartij (Deutsche Zentrumspartei). 
De Pruisische Centrumpartij maakte tussen 1918 en 1932 deel uit van de meeste Pruisische kabinetten.

## Verkiezingsresultaten in Pruisen 1919-1933
| Jaar | zetels |
| ---- | ------ |
| 1919 | 94     |
| 1921 | 76     |
| 1924 | 81     |
| 1928 | 71     |
| 1932 | 67     |
| 1933 | 68     |